# 민간군사기업

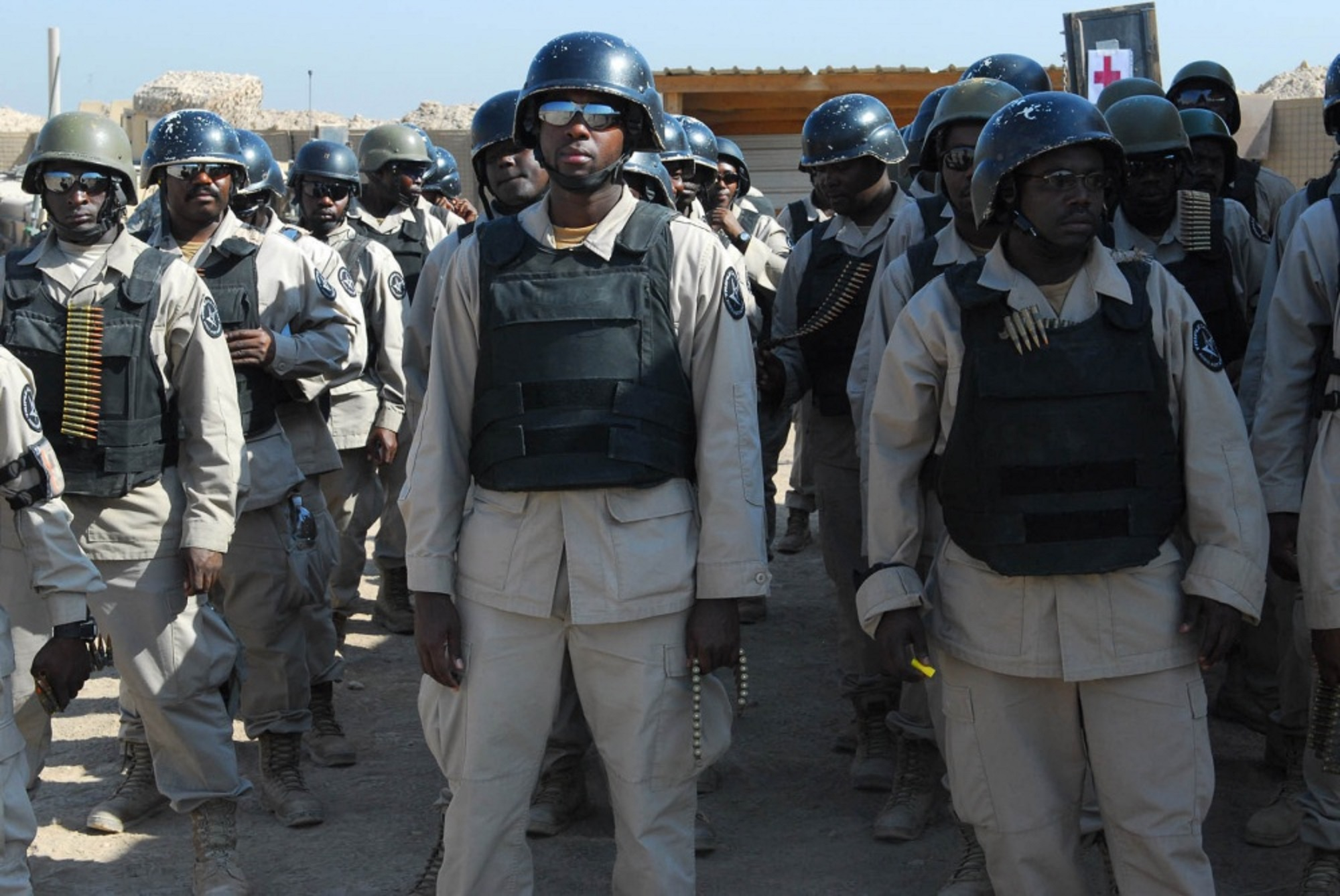
2011년 트리플 캐노피에 고용되어 이라크에서 훈련 중인 우간다인들

민간군사기업(民間軍事企業, private military company; PMC)은 전투활동이나 전략 입안, 첩보 활동, 병참지원, 군사 훈련 및 기술 지원 등 전쟁과 관련된 일을 대행하는 회사이다. 그의 구성원은 현대판 용병(mercenary)이라 할 수 있으며, 회사원군인 또는 민간군사요원(private military contractors)으로 일컬어진다.
민간군사기업은 고객의 요청에 따라 여러 가지 임무를 수행한다.
민간군사기업이 제공하는 서비스는 정부기관의 전형적인 군사・경비・경찰 업무와 흡사하지만 그에 비해 소규모로 행해지는 게 보통이다. 민간군사기업은 종종 정규군의 훈련 및 보충 역할을 수행하며, 사기업의 요청을 받고 적대적인 지역에서 주요 인사의 경호, 회사 건물・영지의 경비를 수행하기도 한다. 그러나 전쟁지역에서 무기를 사용하는 경우에는 제네바 협약(Geneva Conventions)상 불법적인 전투원으로 취급될 수 있다. 미국의 군사행동위임법(2006 American Military Commissions Act)에서는 이들을 불법 무장한 전투원으로 명시하고 있음을 유의해야 한다.

## 민간군사기업의 역사
용병의 역사는 고대 그리스, 로마 제국, 중국 송나라 시대까지 거슬러 올라갈 만큼 오래되었다. 19세기에는 영국이 네팔 침공 당시 용감하게 저항한 구르카족을 용병으로 고용한 바 있다. 알프스 험준한 지형에서 농사를 짓기 어려운 스위스인들도 외국에 용병으로 나가 용맹과 충성심으로 신뢰를 얻었다.
20세기 후반 냉전 종식 이후, 군비 축소와 함께 남아도는 군사 자원과 인력이 민간군사기업으로 유입되면서 이 산업은 급성장했다. 특히 아프리카와 남미 등지에서 발생하는 소규모 분쟁은 민간군사기업에 대한 수요를 촉발하였다.
9・11 테러와 이라크 전쟁 이후 민간군사기업은 전성기를 맞았다. 미국은 자국 군인의 희생을 줄이기 위해 민간군사기업을 대거 고용했으며, 이는 용병 산업의 규모를 비약적으로 확대시켰다. 2011년 공개된 미군 보고서에 따르면, 이라크 전에 투입된 용병의 수는 미군보다 많았으며, 이후 그 비율은 3배까지 올라갔다.
러시아의 바그너 그룹은 대표적인 민간군사기업 중 하나이다. 블라디미르 푸틴 러시아 대통령의 측근인 예브게니 프리고진이 설립한 바그너 그룹은 우크라이나 크림반도 병합, 시리아 내전 등 다양한 분쟁에 개입하며 악명을 떨쳤다. 특히 2022년 러시아의 우크라이나 침공 작전에서는 5만 명의 병력을 투입하여 주요 역할을 수행했다. 바그너 그룹은 러시아 정부와 긴밀한 관계를 유지하며, 필요에 따라 러시아 죄수들을 용병으로 모집하는 것으로 알려졌다.

## 용병 산업의 현황
전 세계 민간군사기업 시장에 대한 정확한 통계는 나와있지 않지만, 유럽마케팅여론조사협회(ESOMAR)에 따르면 2023년 기준 약 2,581억 달러 규모로 추정되며, 2030년에는 4,468억 달러까지 성장할 것으로 예상된다. 이는 러시아-우크라이나 전쟁과 세계 도처에서 벌어지고 있는 분쟁이 민간군사기업 시장의 성장에 큰 영향을 미치고 있음을 보여준다.
그 중에서도 두드러진 활동을 보여주는 민간군사기업은 블랙워터(현 아카데미)이다. 이 업체는 이라크 전쟁 당시 미군을 지원하며 사세를 확장했으며, 민간인 학살 사건 등으로 논란이 되기도 했지만, 여전히 세계적인 민간군사기업으로 활동하고 있다.
최근에는 사이버 공간에서 활동하는 사이버 용병이 등장하여 국가나 기업의 정보를 해킹하고 있다. 이들은 특정 국가나 기업의 의뢰를 받아 사이버 공격을 수행하며, 그 활동 범위가 전 세계로 확산되고 있다.
이 같은 민간군사기업 성장의 배경에는 각국 정부가 재정적인 부담을 줄이기 위해 군대 규모를 축소하고, 민간에 군사 기능을 위탁하는 경향이 증가하고 있는 점, 특히 미국이 이라크 전쟁 이후 민간군사기업을 적극 활용하면서 전쟁의 민영화를 가속화한 점, 민간군사기업들도 최첨단 무기를 도입하여 전투 능력을 강화하고 있는 점을 꼽을 수 있다.
그러나 민간군사기업이 국제법과 인권 침해 문제 등 다양한 문제점을 안고 있으며, 무엇보다도 민간 기업이 무력을 행사하는 것에 대한 윤리적 논란이 끊이지 않고 있다.

## 주요 활동지역과 성과
민간군사기업의 주요 활동지역과 그 성과를 알아보면 다음과 같다.
- 우크라이나

바그너 그룹은 우크라이나 전쟁에서 중요한 역할을 수행했다. 특히 2022년 러시아의 우크라이나 침공 이후, 바그너 그룹은 러시아군과 함께 전투에 참여했으며, 언론 보도에 따르면 도네츠크, 루한스크, 바흐무트 지역에서 치열한 전투를 벌였다.
- 시리아

시리아 내전에서 바그너 그룹은 2015년부터 시리아 아사드 정권을 지원하기 위해 다양한 군사적 활동을 벌였다. 특히 러시아군과 협력하여 주요 유전 지역을 보호하는 역할을 했다.
- 시리아·이라크

미국은 시리아와 이라크에서 다양한 민간군사기업을 고용하여 IS(이라크 레반트 이슬람국)와의 전투에서 보조 역할을 맡겼다. 5,500명의 용병들은 IS의 주요 거점에 대한 군사 작전에 참여했으며, 지역 치안 유지를 위한 중요한 역할을 했다.
- 나이지리아

남아프리카 공화국의 민간군사기업들이 나이지리아 정부군과 협력하여 보코 하람과의 전투를 지원했다. 이들 용병은 보코 하람의 주요 거점에 대한 공격을 주도했다. 일부 지역에서는 보코 하람을 축출하는 데 성공했다.
- 중앙아프리카공화국

바그너그룹 소속의 용병들은 2017년부터 중앙아프리카공화국의 정부군을 지원하며 반군과의 전투에 참여했다. 이들은 치안 유지, 군사 훈련, 전략적 지원을 제공했다.
- 남수단

중국 국적의 용병들이 남수단에서 발생한 내전 중 납치된 석유 근로자들을 구출하는 작전에 참여했다. 용병들의 활약으로 납치된 석유 근로자 300여 명을 구출하는 데 성공했으며, 이는 중국의 경제적 이익을 보호하는 중요한 작전으로 평가되었다.
- 아프가니스탄

영국의 G4S 소속 용병들은 아프가니스탄에서 각국 외교관 및 비정부 기구(NGO) 관계자들의 철수 시 신변 보호를 맡았다. 특히 탈레반의 부상으로 외교적 상황이 급변한 시기에 중요한 역할을 수행했다.
- 베네수엘라

바그너 그룹 소속 용병들은 베네수엘라에서 마두로 대통령의 경호 임무를 맡았다. 마두로 정부는 반대 세력의 위협에 대응함에 있어 이들 용병으로부터 큰 도움을 받았다.
- 아시아 아프리카의 이슬람 국가들

이와 관련하여 최근 튀르키예의 민간군사기업이 주목을 받고 있다. 2016년 7월 실패한 군사쿠데타 이후 에르도안 대통령은 군부의 힘을 빼는 대신 민간군사기업을 탄생시켰다. 튀르키예의 사다트(Sadat)는 아프리카의 리비아부터 카타르, 말레이시아 등 이슬람 국가를 주 무대로 삼아 에르도안 대통령의 중동 영향력 확대를 위한 비공식적인 수단으로 활용되고 있다. 2022년 카타르 월드컵 때에도 사다트가 보안을 담당하기도 했다.

## 민간군사기업 활동의 정치적・재정적 측면
정치적 관점에서 민간군사기업은 국가가 직접적인 군사 개입 없이 특정 목표를 달성할 수 있는 수단으로 활용된다. 특히 군인의 사상자가 발생할 경우 야기되는 정치적 부담을 줄이고, 국제적인 비난을 회피하기 위한 목적으로 활용되는 경우가 많다. 예를 들어, 러시아는 우크라이나 전쟁에서 바그너 그룹과 같은 민간군사기업을 활용하여 직접적인 개입을 부인하고 서방의 제재를 회피하려는 전략을 취하고 있다. 또한, 일부 국가들은 정규군의 쿠데타 가능성을 우려하여 민간군사기업을 고용하여 정권 안정을 도모하기도 한다.
재정적인 측면에서는 민간군사기업이 국가 예산 절감에 기여할 수 있다는 장점이 있다. 정규군을 운용하는 것보다 민간군사기업을 고용하는 것이 비용이 저렴한 경우가 많기 때문이다. 특히 중동이나 아프리카와 같은 지역에서는 정규군의 유지 비용이 부담스러워 민간군사기업을 선호하는 추세이다.
하지만 민간군사기업의 활용은 단순히 비용 절감 문제만은 아니다. 유엔의 경우 회원국들이 평화유지 활동에 파병하는 것을 꺼리기 때문에 민간군사기업을 활용하면서 약 3,093만 달러(2012~2013년 기준)를 지출한 바 있다.
민간군사기업 시장의 규모는 지속적으로 성장하고 있으며, 이에 따라 관련 기업들의 수익도 증가하고 있다. 영국의 민간군사기업체인 컨트롤리스크의 경우, 2021년 기준으로 1억 3,200만 파운드의 비용을 지출하고도 1,130만 파운드의 영업 이익을 기록했다. 한국의 민간군사기업인 블렛케이 역시 리비아에 경비요원을 파견하며 80억원 수입을 올렸다.
민간군사기업 시장의 성장은 다양한 요인에 의해 촉진되고 있다. 먼저, 세계 각국의 군비 축소와 함께 민간군사기업에 대한 수요가 늘어나고 있다. 또한, 테러리즘의 위협이 증가하면서 안전보장에 대한 요구가 높아지고 민간군사기업 시장이 확대되고 있는 것이다.

## 세계의 민간군사기업들

### 미국
- 3D Global Solutions
- Academi
- Alpha Point Security
- AQMI Strategy Corp
- Braddock Dunn & McDonald (BDM)
- C3 Defense, Inc.
- CACI - California Analysis Center, Incorporated
- Critical Intervention Services
- Berodt Dynamics
- Defion Internacional
- DynCorp
- Eastern Cross
- Elite Security Corps
- Kellogg Brown and Root (KBR)

2004년 이라크에서 살해됐던 김선일 씨가 일했던 회사의 원청사이다.
- Landmine Sourcing - Global PMC Recruiters
- Military Professional Resources Inc. (MPRI)
- Northbridge Services Group
- Overwatch Protection Solutions International
- Paratus World Wide Protection
- Ronin Worldwide Executive Protection, LLC
- SCG International Risk
- SkyLink USA
- SOS Temps, Inc
- Spartan Consulting Group
- Tactical Response Services
- Titan Corporation
- Top Cat Marine Security
- Triple Canopy, Inc. (2014년 6월 블랙워터의 후신인 아카데미와 합병한 후 컨스텔리스 그룹으로 재출범)
- Vinnell Corporation
- VIP Investigations & Protective Services Inc.
- Xe Services LLC(舊 Blackwater USA)

### 영국
- Adson Holdings
- Aegis Defence Services
- AKE Group
- Armor Group
- Branch Energy Ltd
- Corporate Warriors
- Defence Services Ltd
- Erinys International
- Gurkha Security Guards
- Hart Security Limited
- Hostile Control Tactics
- Sandline International (2004년 4월 16일 운영정지)
- Plaza 107
- Securiforce

### 그 외 나라
- Diamond Works (캐나다)
- Executive Outcomes, South Africa (1999년 1월 1일 운영정지)
- IPIH (risk analysis, technology research and cyber-security) (이스라엘 - 미국)
- Levdan (이스라엘)
- Meteoric Tactical Solutions (남아공)
- Olive Group
- Omega Group (노르웨이)
- Omega Security Solutions (남아공)
- Strategic Resources Corporation (남아공)
- Bullet-K (대한민국)
- contact-us(대한민국)
- inteledge(대한민국)
- bluecode(대한민국)
- haechiglobal(대한민국)

## 용병의 처우 및 보수
용병, 즉 민간군사기업 소속 요원들은 그들의 위험한 업무 특성상 상당히 높은 보수를 받는다. 특히 미국과 영국 소속 민간군사기업 용병들은 다른 국가에 비해 평균적으로 1.5배 정도 더 높은 급여를 받는 경향이 있다. 이는 이들 용병들이 특수부대 출신이 많고, 전투 능력에서 우수한 평가를 받기 때문이다.
미국 민간군사기업에서 일하는 용병의 연봉 중간값은 약 8만 3,000달러(약 1억 1,000만원)로 알려져 있으며, 일부 용병은 연간 46만 2,000달러(약 6억 2,000만원)까지 받을 수 있다. 이는 미국 미 육군 이등병의 연봉 약 2만 5,000달러와 비교하면 매우 높은 수준이다. 2007년, 미국 하원 청문회에서는 블랙워터 용병들이 하루 평균 1,200달러를 받았고, 연간 30만 달러에서 40만 달러를 받은 것으로 공개되었다. 당시 미군 대장의 연봉이 약 18만 달러였던 점을 고려하면, 군인들보다 용병들의 급여가 상당히 높은 수준임을 알 수 있다.
러시아의 바그너 그룹도 러시아-우크라이나 전쟁에서 활동하는 용병에게 월 24만 루블(약 400만원)의 급여를 제공한다고 알려져 있다. 이는 러시아 근로자들의 평균 임금인 약 6만 5,000루블의 약 4배에 달하는 수준이다.
국내 민간군사기업인 블렛케이(Bullet-K)에서 활동하는 용병들은 경호 업무에 따라 보수가 다르다. 육상 경호요원의 경우 연봉은 1억 2,000만 원에서 3억 원 사이이며, 해상 경호요원은 다소 낮은 8,000만 원에서 2억 원을 받는다. 또한, 외국 군대나 경찰을 대상으로 군사 교육을 담당하는 교관은 3억 원에서 5억 원의 보수를 받는다. 이들은 계약 시 전체 보수의 30%를 착수금으로 받고, 나머지는 6개월 간격으로 두 번에 나눠 지급된다.
일부 국가들은 국적이나 영주권을 내걸고 사실상 용병을 모집하기도 한다. 이를 통해 외국인을 정규군으로 편입시켜 월급을 지급하며, 고난도 작전에 투입하는 방식이다. 프랑스의 외인부대는 192년의 역사를 자랑하며, 한국인을 포함한 156개 국적에서 9,000명이 소속되어 있다. 이 외인부대에 입대하면, 3년 복무 후 프랑스 영주권을 신청할 자격을 부여받는다. 이 외에도 영국, 캐나다, 호주, 이스라엘 등 20여 개 국가는 외국인 군인을 모집하고 있다.

## 민간군사기업에 대한 비판
민간군사기업의 활동이 확대됨에 따라 국제사회에서는 다양한 논란이 제기되고 있다. 특히 민간군사기업들이 저지르는 인권유린과 자원수탈 문제는 국제적으로 큰 우려를 낳고 있다. 유엔(United Nations)은 여러 차례 민간군사기업의 활동에 관한 보고서를 발표하면서 이들 용병이 전쟁 지역에서 민간인 보호를 소홀히 하고 있다는 비판을 제기했다. 특히 2023년 유엔 인권 이사회(UNHRC)의 보고서에서는 용병들이 민간인 거주지 근처에 경고 없이 지뢰를 매설하는 등 민간인의 생명과 안전을 위협하는 행위가 있었음을 지적했다. 또한 민간군사기업이 자원을 착취하고 수탈하는 경우가 빈번하다는 비판도 있었다. 이러한 문제들은 용병 활동의 윤리성과 국제법의 빈틈을 더욱 부각시켰다.
민간군사기업들이 저지른 범죄에 대한 처벌 문제 역시 중요한 논란거리다. 용병들이 특정 국가의 법률을 회피하거나 적용되지 않는 경우가 많기 때문에, 이들의 범죄를 처벌할 주체와 절차에 대해 국제적인 합의가 부족한 실정이다. 대표적인 사례로, 2007년 이라크 바그다드에서 미국 블랙워터 소속 용병들이 자살폭탄 테러로 오인한 민간인 차량에 대해 무력 대응을 하여 이라크 민간인 14명이 사망한 사건이 있다. 이 사건의 주범 4명은 이라크가 아닌 미국에서 재판을 받았는데 중형을 선고받은 후 2021년 사면을 받아 사실상 면죄부를 받은 셈이었다. 이같은 사례는 민간군사기업들의 활동이 실질적으로 '무법지대'에서 이루어지고 있음을 보여주며, 국제 사회에서 법적 책임을 물을 수 있는 체계의 부재를 드러내고 있다.
또한, 민간군사기업의 존재 자체에 대한 비판도 존재한다. 일부 전문가들은 민간군사기업들이 전쟁을 통해 이익을 추구하며, 갈등을 오히려 장기화시키는 경향이 있다고 경고하고 있다. 전직 미국 공수부대원은 "용병들이 역사적으로 이익을 위해 전쟁을 연장했다"며, 민간군사기업이 대혼란을 초래할 수 있다는 점을 지적하기도 했다. 이러한 시각은 민간군사기업들이 전투의 군사적・정치적 결과보다는 경제적 이익에 집중하는 경우가 많다는 우려를 반영한다.

## 같이 보기
- 대한민국 국군
- 외인부대 (용병)
- 이라크 전쟁